# Pat Smith (zapaśnik)
Pat Smith (ur. 21 września 1970) – amerykański zapaśnik w stylu wolnym. Zajął trzecie miejsce w Pucharze Świata w 1997 roku.
Zawodnik Del City High School z Del City i Oklahoma State University. Pierwszy w historii zapaśnik, który cztery razy wygrał mistrzostwo NCAA (1990-1994). Taki wynik osiągnęło jeszcze tylko trzech zawodników: Cael Sanderson, Kyle Dake i Logan Stieber. Outstanding Wrestler w 1994 roku.
Brat Johna Smitha, jednego z najlepszych amerykańskich zapaśników w historii i Leroya Smitha, który zdobywał zapaśnicze mistrzostwa uniwersyteckie.